# 神戸市立小束山小学校
神戸市立小束山小学校（こうべしりつ こづかやましょうがっこう）は、兵庫県神戸市垂水区小束山七丁目に所在する公立小学校。

## 概要
西側に小束山幼稚園が隣接している。グラウンドが広く遊具も豊富である。垂水区では神戸市立舞多聞小学校・神戸市立霞ヶ丘小学校に続く児童数である。

## 沿革
- 1979年（昭和54年）4月1日 - 神戸市立多聞東小学校より分離開校。

## 通学区域
神戸市垂水区
- 小束山1 - 7丁目、小束山手1 - 3丁目、小束山本町1 - 4丁目、小束台、小束台東、多聞町、学が丘6 - 7丁目、名谷町[2]

## 進学先中学校
- 神戸市立多聞東中学校

## 校区内の主な施設
- 小束山認定こども園

## 交通アクセス
- 神戸市バス・山陽バス
  - 「小束山6丁目」より徒歩500m
  - 「東多聞」より徒歩300m

## 通学区域が隣接している学校
- 神戸市立多聞東小学校
- 神戸市立舞多聞小学校
- 神戸市立長坂小学校
- 神戸市立太山寺小学校
- 神戸市立東町小学校
- 神戸市立名谷小学校
- 神戸市立千鳥が丘小学校